# Al Nasr Sports Club
Pour les articles homonymes, voir Al Nasr.
Maillots
Actualités
Dernière mise à jour : 25 mai 2025.
L'Al-Nasr Sports Club (en arabe : نادي النصر الرياضي), plus couramment abrégé en Al-Nasr SC, est un club de football émirati fondé en 1945 et basé à Dubaï.
C'est le premier et le plus ancien club encore en activité aux Émirats arabes unis.

## Palmarès
| \| - Championnat des Émirats arabes unis (3) : - Champion : 1978, 1979 et 1985-86. - Coupe des Émirats arabes unis (4) : - Vainqueur : 1985, 1986, 1989 et 2015. - Finaliste : 1975, 1984, 1992, 1997, 2017 et 2021. - Supercoupe des Émirats arabes unis (4) : - Vainqueur : 1986, 1989, 1990 et 1996. - Finaliste : 2015 \| \| - Coupe de la Ligue (2) : - Vainqueur : 2015 et 2020. - Finaliste : 2021 - Coupe de la UAEFA (3) : - Vainqueur : 1988, 2000 et 2002. \| |  | |
| - Championnat des Émirats arabes unis (3) : - Champion : 1978, 1979 et 1985-86. - Coupe des Émirats arabes unis (4) : - Vainqueur : 1985, 1986, 1989 et 2015. - Finaliste : 1975, 1984, 1992, 1997, 2017 et 2021. - Supercoupe des Émirats arabes unis (4) : - Vainqueur : 1986, 1989, 1990 et 1996. - Finaliste : 2015 |  | - Coupe de la Ligue (2) : - Vainqueur : 2015 et 2020. - Finaliste : 2021 - Coupe de la UAEFA (3) : - Vainqueur : 1988, 2000 et 2002. |

## Personnalités du club

### Présidents
- Sheikh Al Maktoum

### Entraîneurs
- Don Revie (1980–84)
- Sebastião Lapola (1983–89)
- Reiner Hollmann (1999–00)
- Sebastião Lapola (2000–01)
- Sebastião Lapola (2004)
- Hagen Reeck (2004)
- Frank Pagelsdorf (1er septembre 2004–30 juin 2005)
- Vágner Mancini (2005)
- Eduard Geyer (1er janvier 2005–20 janvier 2006)
- Reiner Hollmann (3 avril 2006–25 février 2007)
- Vágner Mancini (1er mai 2007–1er décembre 2007)
- Foeke Booy (1er juillet 2007–28 novembre 2007)
- Luka Bonačić (17 janvier 2008–7 janvier 2009)
- Frank Pagelsdorf (8 janvier 2009–7 février 2010)
- Laurent Banide (24 février 2010–31 décembre 2010)
- Walter Zenga (1er janvier 2011–13 juin 2013)
- Ivan Jovanović (18 juin 2013 – 29 octobre 2016)
- Dan Petrescu (29 octobre 2016 – 26 mai 2017)
- Cesare Prandelli (26 mai 2017 – 19 janvier 2018)
- Ivan Jovanović (19janvier 2018 – 2 décembre 2018)
- Caio Zanardi (2 décembre 2018 – 2 janvier 2019)
- Beñat San José (2 janvier 2019 – 30 mai 2019)
- Caio Zanardi (30 mai 2019 – 14 octobre 2019)
- Krunoslav Jurčić (14 octobre 2019 – 18 mai 2022)
- Thorsten Fink (19 mai 2022 – 5 novembre 2022)
- Goran Tomic (6 novembre 2022 – 30 juin 2023)

## Identité visuelle

### Logos

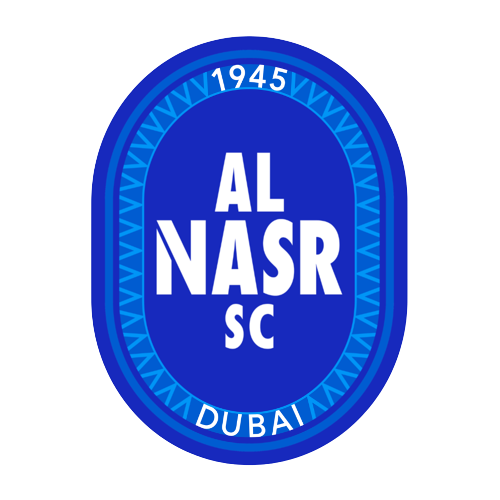
Jusqu'en 2025.
Depuis 2025.